# Fekete Ferenc (pszichológus)
Fekete Ferenc (Nagyvárad, 1915. április 15. – Ausztria, 1945) magyar pszichológus és költő.

## Életútja
A nagyváradi Dr. Kecskeméti Lipót Zsidó Líceumban érettségizett 1932-ben, majd a Ferdinand Egyetem pszichológia szakos hallgatója. Tiron Albani fordításában román nyelven jelent meg Templomot építettek című kisregénye (Se clădea un templu. Eugen Relgis előszavával és Szobotka András címlaptervével, Kolozsvár, 1936).
A Korunk munkatársa (1938–40), írásaiban főleg a kolozsvári egyetemen kialakult lélektani iskola képviselőinek tudományos szakmunkásságát ismertette, így Mihai Beniuc, Salvator Cupcea, Nicolae Mărgineanu, Alexandru Roșca, Florian Ștefănescu-Goangă, Barbu Zevedei kutatásait és eredményeit. Versei jelentek meg a Pásztortűz, Erdélyi Helikon, Brassói Lapok, Korunk hasábjain; líráját az irracionalizmus kalandjáig merészkedő intellektualizmus hatotta át.
A fronton halt meg munkaszolgálatosként.

## Műveiből

### Tanulmányok (válogatás)
- Tintafolt és egyéniség. A Rorschach-módszer. Pásztortűz, 1940. március 1. 3. szám, 147–151. oldal
- Lélektan és orvostudomány Korunk, 1940. június 1. 6. szám. Kultúrkrónika rovat. 549–550. oldal
- Az ember és a munka. Korunk, 1940. augusztus b1. 7-8. szám, 598–604. oldal

### Verseiből
- Költözés, Lélekelemzés. (Erdélyi Helikon, 1936. február 1. 2. szám, 118. oldal)
- Solweig, Kis szeptemberi levél (Erdélyi Helikon, 1936. december 1. 10. szám, 770, 781. oldal)
- Vihar. (Pásztortűz, 1936. november 30. 22. szám, 474. oldal)
- Medvetánc, Virágzó cseresznyefa előtt, Csak fa. (Erdélyi Helikon, 1937. június 1. 6. szám, 458–459. oldal)